# Берхтесгаденська рандка
Берхтесга́денська ра́ндка 1938, зустріч англійського прем'єр-міністра Н. Чемберлена з німецьким райхсканцлером А. Гітлером 15 вересня в Берхтесгадені (нім. Berchtesgaden, Баварія).
Під час зустрічі Чемберлен, який прагнув до досягнення угоди з Німеччиною та намагався направити німецьку агресію проти СРСР, погодився в принципі з вимогами Гітлера про приєднання до Німеччини Судетської області Чехословаччини.
Берхтесгаденська рандка стала одним з етапів безпосередньої підготовки Мюнхенської угоди 1938.
ПублікаціїDocuments on British foreign policy 1919—1939, 3 ser., V. 2, L., 1949.